# Ironomyiidae
Famille
Ironomyiidae est une famille d'insectes diptères brachycères muscomorphes.

## Genres et espèces
Selon Catalogue of Life (27 févr. 2013) :
- genre Ironomyia
  - Ironomyia francisi
  - Ironomyia nigromaculata
  - Ironomyia whitei